# ユリウス・エルンスト (ブラウンシュヴァイク＝ダンネンベルク公)
ユリウス・エルンスト（ドイツ語:Julius Ernst, 1571年3月11日 - 1636年10月26日）は、ブラウンシュヴァイク＝リューネブルク公の1人で、ダンネンベルク公（在位：1598年 - 1636年）。ダンネンベルク公ハインリヒとその妃ウルスラ・フォン・ザクセン＝ラウエンブルクの長男。男子の無いまま死んだ為、ヒッツァカーの遺領は弟のヴォルフェンビュッテル侯アウグスト2世が相続した。
オストフリースラント伯エッツァルト2世の娘マリア（1582年 - 1616年）と最初の結婚をし、2人の子供をもうけた。
- ジギスムント・ハインリヒ（1614年）
- マリア・カタリーナ（1616年 - 1665年） - メクレンブルク＝シュヴェリーン公アドルフ・フリードリヒ1世と結婚

1616年、最初の妻と死別後に叔父のリューネブルク侯ヴィルヘルムの娘ジビッレと再婚し、2人の子供をもうけた。
- アウグスト（1619年没）
- アンナ・マリア（1622年没）